# Transparenzprinzip (AGB-Recht)
Das im deutschen Recht in § 307 Absatz 1 Satz 2 BGB niedergelegte Transparenzprinzip fordert von demjenigen, der allgemeine Geschäftsbedingungen (AGB) in einem Vertrag einbringt (AGB-Verwender), dass er diese so formuliert, dass sich für den Vertragspartner seine Rechte und Pflichten klar aus den AGB ergeben. Es ist eine der zentralen Regelungen des Rechts der Allgemeinen Geschäftsbedingungen. Wird gegen das Transparenzprinzip verstoßen, sind die AGB insoweit unwirksam.

## Transparenzprinzip und Inhaltskontrolle
Das Transparenzprinzip ist neben der unangemessenen Benachteiligung eines der zwei Maßstäbe der AGB-rechtlichen Inhaltskontrolle im Rahmen der AGB-rechtlichen Generalklausel des § 307 BGB. Maßstab für die Beurteilung, ob eine Vertragsklausel klar und verständlich und damit transparent ist, soll sein, ob die entsprechende Vertragsbestimmung von einem aufmerksamen und sorgfältigen Teilnehmer am Wirtschaftsverkehr verstanden werden kann.
Es werden vor allem drei Fälle von Intransparenz von vertraglichen Klauseln genannt:
- Unklarheit über das Preis-Leistungs-Verhältnis
- Der AGB-Verwender behält sich Gestaltungsmöglichkeiten für die Vertragsentwicklung vor und schafft damit für den Vertragspartner unüberschaubare Risiken.
- Der Verwender der AGB legt seinen Vertragsbeziehungen eine fehlerhafte und/oder undurchsichtige Rechtsauffassung zugrunde.

## Geschichte des § 307 Absatz 1 Satz 2 BGB
Die Rechtsprechung des Bundesgerichtshofes kannte bereits vor der Kodifizierung des AGB-Rechts eine Inhaltskontrolle allgemeiner Geschäftsbedingungen anhand des Grundsatzes von Treu und Glauben (§ 242 BGB). 1976 wurde, um den Verbraucherschutz gerade bei vorformulierten Standardverträgen mit dem berühmten „Kleingedrucktem“ weiter zu verbessern, das Gesetz zur Regelung des Rechts der Allgemeinen Geschäftsbedingungen (AGB-Gesetz) erlassen. Es trat am 1. April 1977 in Kraft.
Die europäische Richtlinie 93/13/EWG (Klausel-Richtlinie) legt in Art. 5 fest, dass Klauseln in Verträgen mit Verbrauchern klar und bestimmt sein sollten. Diese Richtlinien-Vorgabe hielt man in Deutschland zunächst mit dem bereits vorhandenen AGB-Gesetz umgesetzt. Im bis zum 31. Dezember 2001 geltenden AGB-Gesetz war das Transparenzprinzip jedoch nicht ausdrücklich geregelt, vielmehr wurde es von der höchstrichterlichen Rechtsprechung aus den damaligen § 3, § 5 und § 9 AGB-Gesetz (heute § 305c, 307 Abs. 1 und Abs. 2 BGB) abgeleitet. Der Europäische Gerichtshof entschied 2001 allerdings in einem Verfahren gegen die Niederlande, dass es einer ausdrücklichen Regelung zum Transparenzprinzip bedürfe. Im Zuge der Schuldrechtsmodernisierung und der damit verbundenen Aufnahme des AGB-Rechts in das BGB wurde daher der heutige § 307 Absatz 1 Satz 2 BGB eingefügt.